# Taisan
Taisan foi um governante de Taugaste (em grego medieval: Ταυγὰστ), um clã dos xianbei, que esteve ativo no final do século VI. De acordo com Teofilacto Simocata, seu nome significava "Filho de Deus" e ele era climátarco (governador) de Taugaste. Taugaste estava localizada próximo da Índia e pelo tempo que Simocata escreveu, esteve em contato diplomático com o cã dos turcos.